# الوی خیمنز (بازیکن فوتبال)
الوی خیمنز (انگلیسی: Eloy Jiménez؛ زادهٔ ۱۴ ژوئن ۱۹۷۱) بازیکن فوتبال اهل اسپانیا است.
از باشگاه‌هایی که در آن بازی کرده‌است می‌توان به باشگاه فوتبال کوردوبا، باشگاه فوتبال الچه، باشگاه فوتبال لوانته، و باشگاه فوتبال لاس پالماس اشاره کرد.